# Ortodontika
Ortodontika je veja dentalne medicine, ki se ukvarja s popravilom položaja zob v čeljustni votlini. Zdravnik specialist, ki deluje na tem področju, se imenuje ortodont.